# (7908) Zwingli
(7908) Zwingli (4192 T-1) – planetoida z grupy pasa głównego asteroid okrążająca Słońce w ciągu 3,6 lat w średniej odległości 2,35 j.a. Odkryta 26 marca 1971 roku.